# リヴェンジ (ユーリズミックスのアルバム)
『リヴェンジ』(Revenge)は、1986年にリリースされたユーリズミックスの5枚目のスタジオ・アルバム。

## 収録曲
1. ミッショナリー・マン - Missionary Man
2. ソーン・イン・マイ・サイド - Thorn in My Side
3. ホエン・トゥモロー・カムズ - When Tomorrow Comes
4. ザ・ラスト・タイム - The Last Time
5. ザ・ミラクル・オブ・ラヴ - The Miracle of Love
6. レッツ・ゴー! - Let's Go!
7. テイク・ユア・ペイン・アウェイ - Take Your Pain Away
8. ア・リトル・オブ・ユー - A Little of You
9. イン・ディス・タウン - In This Town
10. アイ・リメンバー・ユー - I Remember You